# 1170

## Události
- 29. prosince – Tomáš Becket, arcibiskup z Canterbury, byl zavražděn ve své katedrále

## Narození
Česko
- ? – Ludmila Přemyslovna, hraběnka z Bogenu a bavorská vévodkyně († 5. srpna 1240)

Svět
- 28. června – Valdemar II. Vítězný, dánský král († 28. března 1241)
- ? – Svatý Dominik, katolický světec, zakladatel Řádu bratří kazatelů († 6. srpna 1221)
- ? – Isabela Henegavská, francouzská královna († 15. března 1190)
- ? – Markéta z Blois, burgundská hraběnka († 12. července 1230)
- ? – Matylda z Boulogne, brabantská vévodkyně († 16. října 1210)
- ? – Franca Visalta, cisterciácká abatyše, katolická světice († 1218)

## Úmrtí
- 18. listopadu – Albrecht I. Medvěd, markrabě Severní marky, markrabě braniborský a vévoda saský (* 1100)
- 29. prosince – Tomáš Becket, arcibiskup z Canterbury (* asi 1115)
- Abú Hámid al-Gharnátí – arabský cestovatel a zeměpisec (* 1080)

## Hlavy států
- České království – Vladislav II.
- Svatá říše římská – Fridrich I. Barbarossa
- Papež – Alexandr III. (protipapež Kalixtus III.)
- Anglické království – Jindřich II. Plantagenet
- Francouzské království – Ludvík VII.
- Polské knížectví – Boleslav IV. Kadeřavý
- Uherské království – Štěpán III. Uherský
- Sicilské království – Vilém II. Dobrý
- Kastilské království – Alfonso VIII. Kastilský
- Rakouské vévodství – Jindřich II. Jasomirgott
- Skotské království – Vilém Lev
- Byzantská říše – Manuel I. Komnenos